# Pão (Malásia)
Pão ou Paão (em malaio: Pahang) é o maior estado da Malásia na Península Malaia. Ocupa a grande bacia do rio Pão. A capital é Kuantan. Outras cidades importantes são Cuala Lipis e Temerloh.